# Quai Jaÿr
Le quai Jaÿr ou quai Hippolyte-Jaÿr est une voie en rive droite de la Saône, dans le 9e arrondissement de Lyon, en France.

## Odonymie
Le quai honore l'homme politique français Hippolyte-Paul Jaÿr (1801-1900), plusieurs fois préfet et pair de France.

## Éléments remarquables
Au numéro 24 du quai se situe l'immeuble Cateland dont les façades et toitures font l’objet d’une inscription au titre des monuments historiques depuis le 19 novembre 1991.

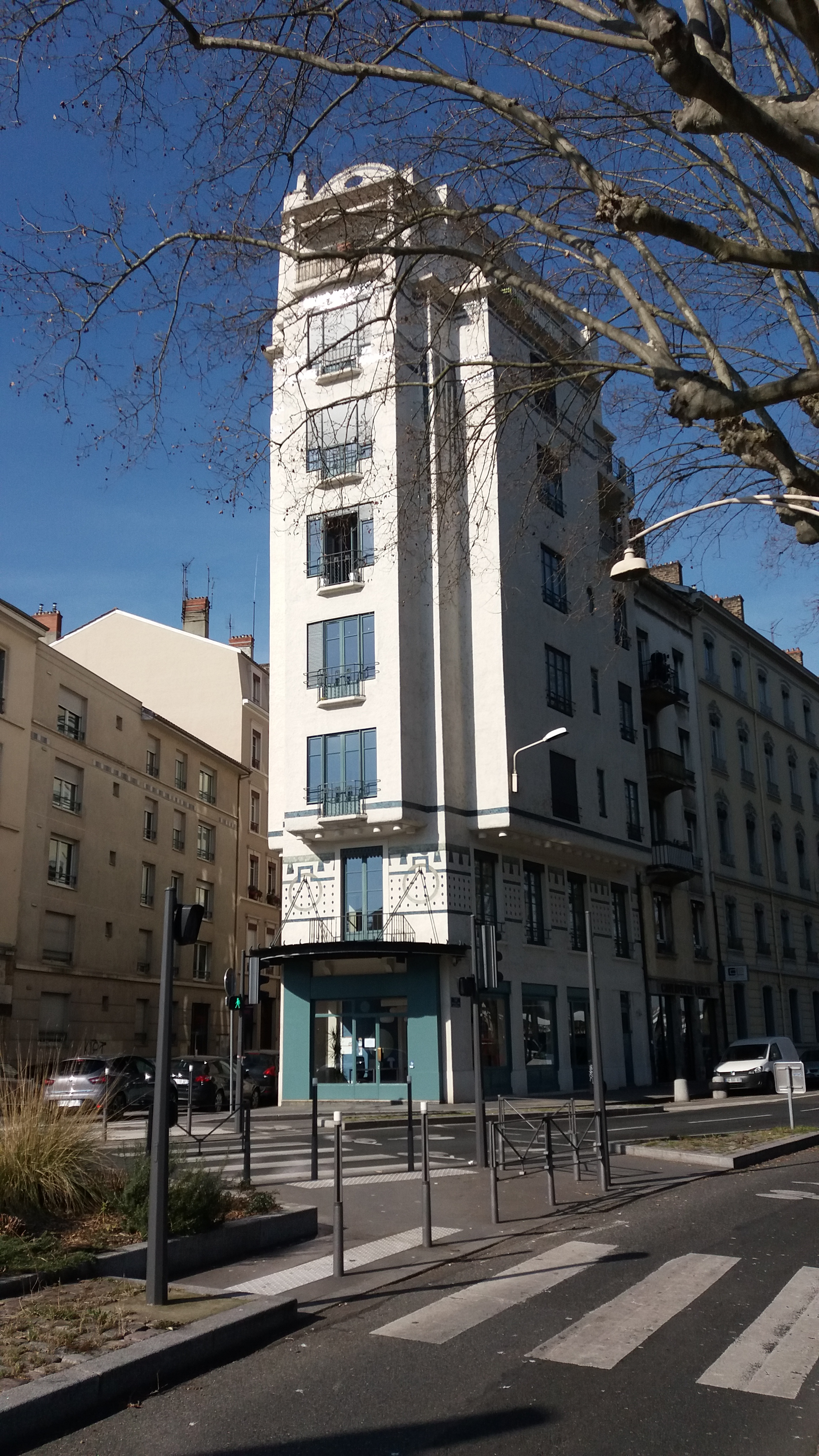
L'immeuble Cateland au numéro 24.